# 6860 Sims
6860 Sims eller 1991 CS1 är en asteroid i huvudbältet som upptäcktes den 11 februari 1991 av de japanska astronomerna Satoru Otomo och Osamu Muramatsu i Kiyosato. Den är uppkallad efter Alan Sims.
Asteroiden har en diameter på ungefär 11 kilometer och den tillhör asteroidgruppen Themis.